# Сорокін Антон Олексійович
Антон Олексійович Сорокін (біл. Антон Аляксеевіч Сарокін; нар. 21 лютого 1996, Кобринь, Берестейська область, Білорусь) — білоруський футболіст, півзахисник клубу «Барановичі».

## Клубна кар'єра
Вихованець ДЮСШ № 5 міста Барановичі, перший тренер — Валерій Валерійович Черняк. З 2012 року в структурі «Німану», де спочатку виступав за юнацькі та молодіжні команди гродненців. На початку квітня 2015 року відправився в оренду до «Барановичів». У футболці команди рідного міста дебютував 26 квітня 2015 року в переможному (2:1) виїзному поєдинку 2-го туру Першої ліги Білорусі проти «Смолевичів». Антон вийшов на поле на 75-ій хвилині, замінивши Павла Михальцова. Першим голом у дорослому футболі відзначився на 48-ій хвилині програного (1:2) виїзного поєдинку 14-го туру Першої ліги Білорусі проти НФК. Сорокін вийшов на поле на 38-ій хвилині, замінивши Валерія Карницького. У сезоні 2015 року зіграв 22 матчі (1 гол) у Першій лізі Білорусі, ще 3 матчі провів у кубку країни. Наприкінці грудня повернувся до «Німана». У футболці гродненського клубу дебютував 26 червня 2016 року в нічийному (0:0) домашньому поєдинку 14-го туру Вищої ліги Білорусі проти «Слуцька». Антон вийшов на поле на 70-ій хвилині, замінивши Артура Бомбеля. Цей матч виявився єдиним у футболці «Німана» для молодого півзахисника. У липні 2016 року побував на перегляді в «Граніт», але клубу з Мікашевичей не підійшов.
У квітні 2017 року повернувся в оренду до «Барановичей». У сезоні 2017 року був гравцем ротації, але вже наступного сезону став гравцем основної обойми. У березні 2019 року переїхав до «Сморгоні». За нову команду дебютував 13 квітня 2019 року в програному (0:1) домашньому поєдинку 1-го туру Першої ліги Білорусі проти «Супутника» (Речиця). Сорокін вийшов на поле на 46-ій хвилині, замінивши Дениса Якубовича. Єдиним голом за «Сморгонь» відзначився 12 червня 2019 року на 77-ій хвилині переможного (6:0) виїзного поєдинку кубку Білорусі проти «СМІ Автотранс». Сорокін вийшов на поле на 66-ій хвилині, замінивши Дениса Якубовича. У Першій лізі Білорусі за «Сморгонь» провів 12 матчів, ще 2 матчі (1 гол) зіграв у національному кубку. У серпні 2019 року повернувся до «Барановичів».

## Кар'єра в збірній
У футболці юнацької збірної Білорусі (U-17) дебютував 25 вересня 2012 року в переможному (1:0) поєдинку юнацького чемпіонату Європи проти однолітків з Молдови. Антон вийшов на поле на 52-ій хвилині, замінивши Дениса Голенка. Загалом за команду U-17 провів 5 поєдинків.
У липні 2020 року провів 2 товариські поєдинки за юнацьку збірну Білорусі (U-18) проти однолітків з Латвії.

## Статистика виступів
| Клуб         | Сэзон | Чемпіонат  | Чемпіонат | Чемпіонат |
| Клуб         | Сэзон | Дивізіон   | Матчі     | Голи      |
| ------------ | ----- | ---------- | --------- | --------- |
| «Німан»      | 2016  | Вища ліга  | 1         | 0         |
| «Барановичі» | 2017  | Перша ліга | 20        | 0         |
| «Барановичі» | 2018  | Перша ліга | 25        | 1         |